# Flexibilidad (anatomía)
La flexibilidad es la capacidad que tiene una articulación para realizar un movimiento  con la máxima amplitud posible. Esta capacidad viene condicionada por dos factores principales: el tipo de articulación y la capacidad de estiramiento de los músculos implicados. El tipo de articulación sinartrosi no permite movimiento, el tipo de articulación anfiartrosi permite movimientos limitados, el tipo de articulación diartrodial permite movimientos en los tres ejes. 
Es de carácter involutivo ya que se va perdiendo con el paso del tiempo. La flexibilidad en algunas articulaciones se puede aumentar hasta cierto punto mediante el ejercicio , siendo el estiramiento un componente común del ejercicio para mantener o mejorar la flexibilidad.

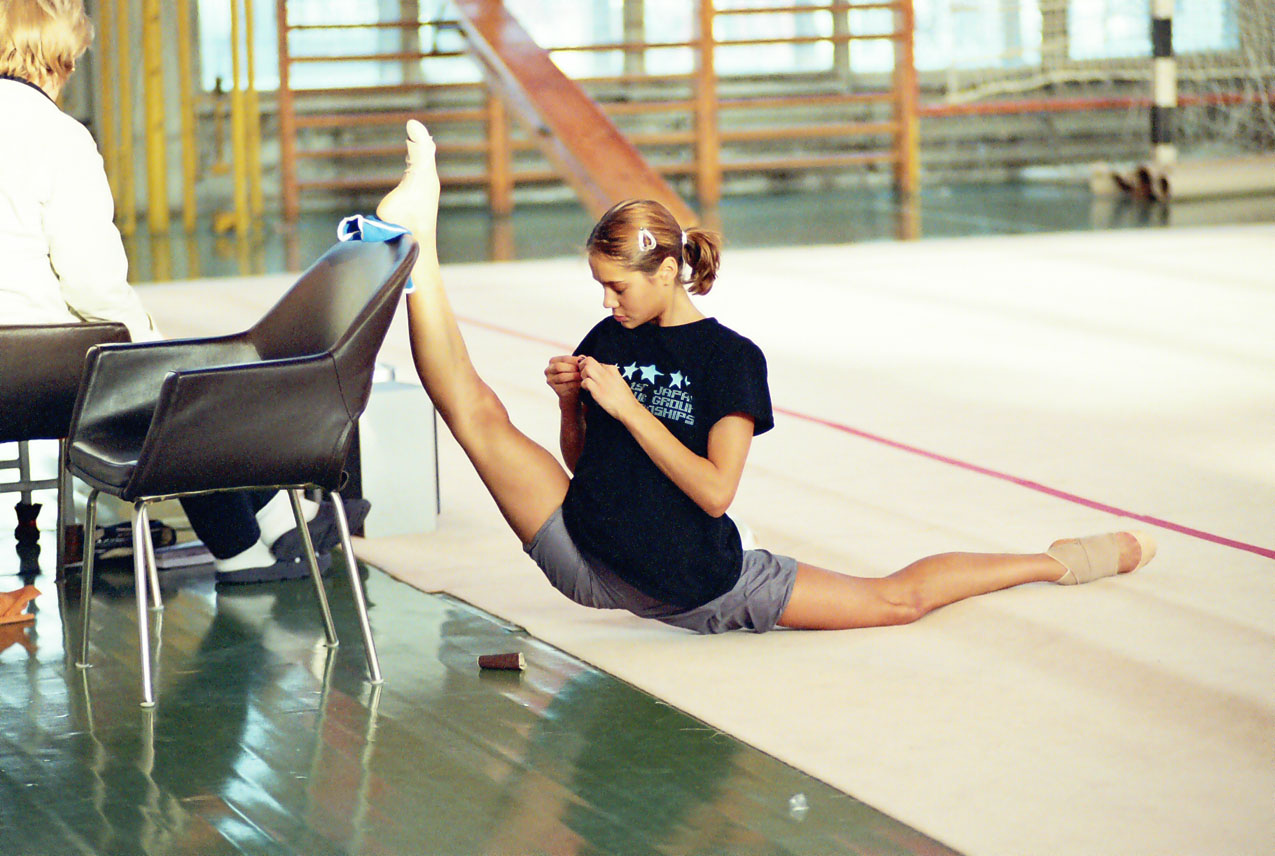
Una división excesiva de la ex gimnasta olímpica Irina Tchachina

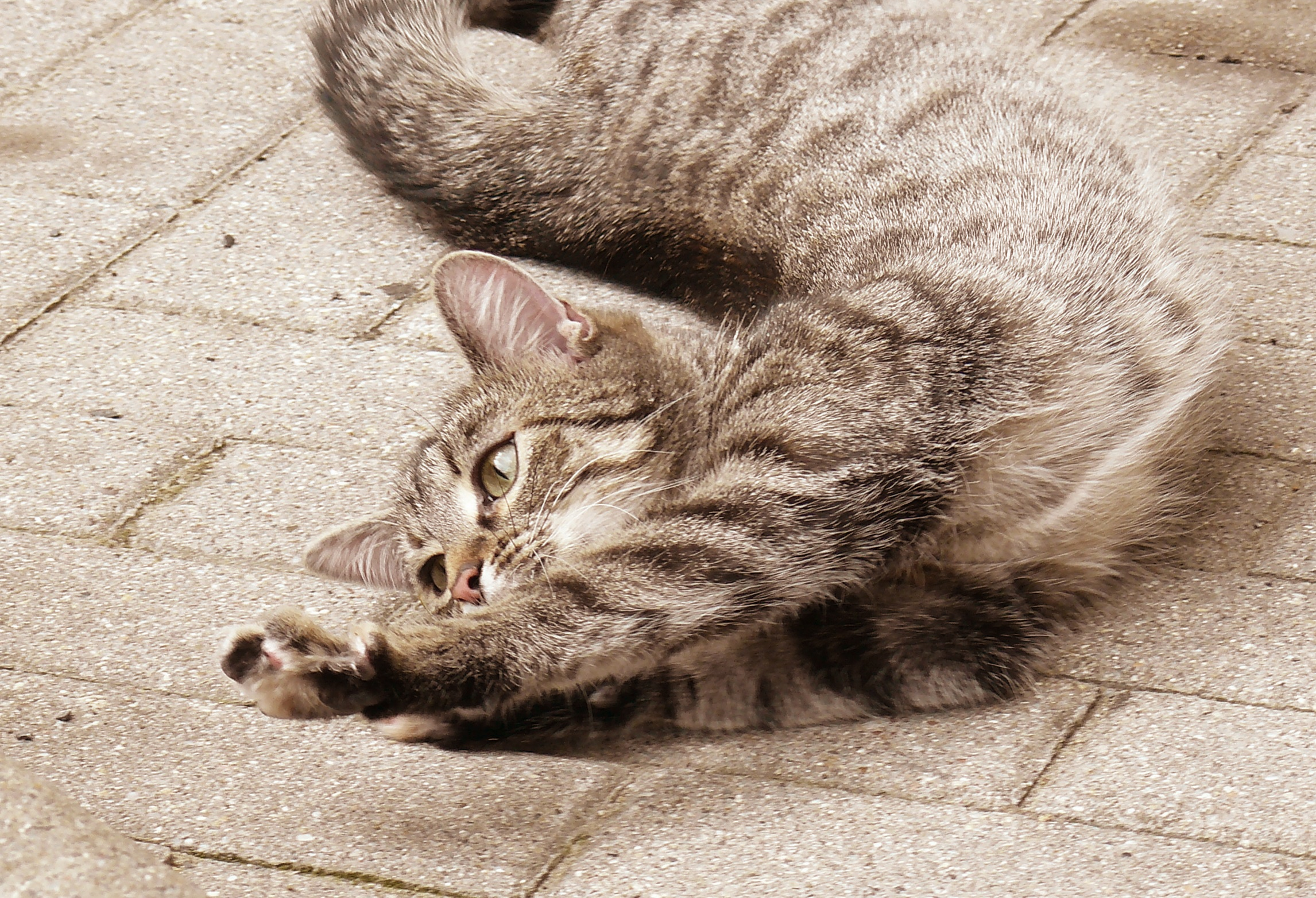
Gato Estirando

## Elementos anatómicos

### Articulaciones

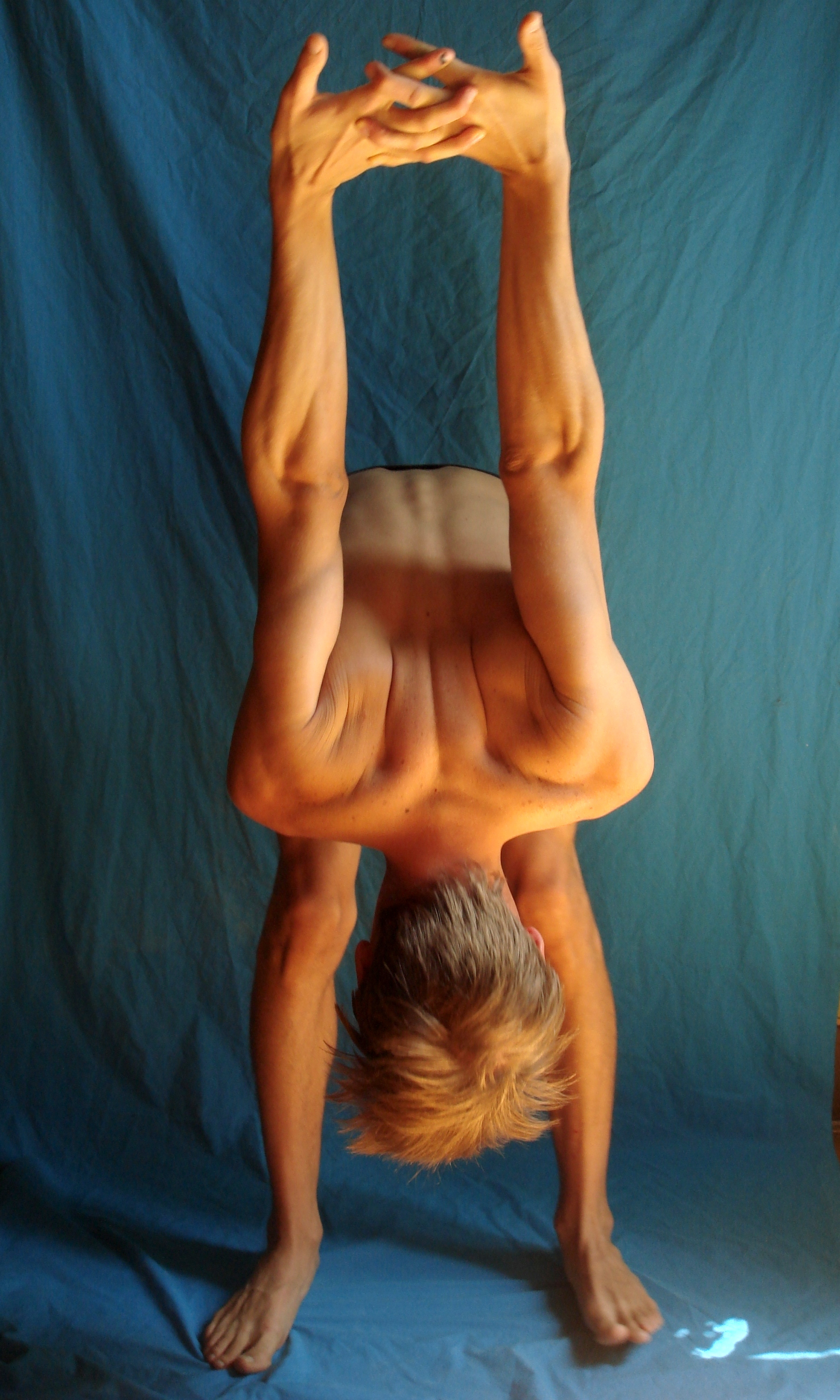
Hombre estirando

Las articulaciones del cuerpo humano están rodeadas por membranas sinoviales y cartílago articular que cubren, amortiguan y nutren las articulaciones y superficies de cada una. El aumento de la elasticidad muscular del rango de movilidad de la articulación aumenta la flexibilidad
 .

### Ligamentos
Los ligamentos están compuestos por dos tejidos diferentes: blanco y amarillo. Los tejidos fibrosos blancos no son elásticos pero son extremadamente fuertes, de modo que incluso si el hueso se fracturara, el tejido permanecería en su lugar. El tejido blanco permite una libertad subjetiva de movimiento. El tejido elástico amarillo se puede estirar considerablemente y volver a su longitud original.

### Tendones
Los tendones no son elásticos y lo son aún menos. Los tendones se clasifican como tejido conectivo . El tejido conectivo sostiene y une las fibras musculares. Contienen tejido elástico y no elástico.

### Tejido aerolear

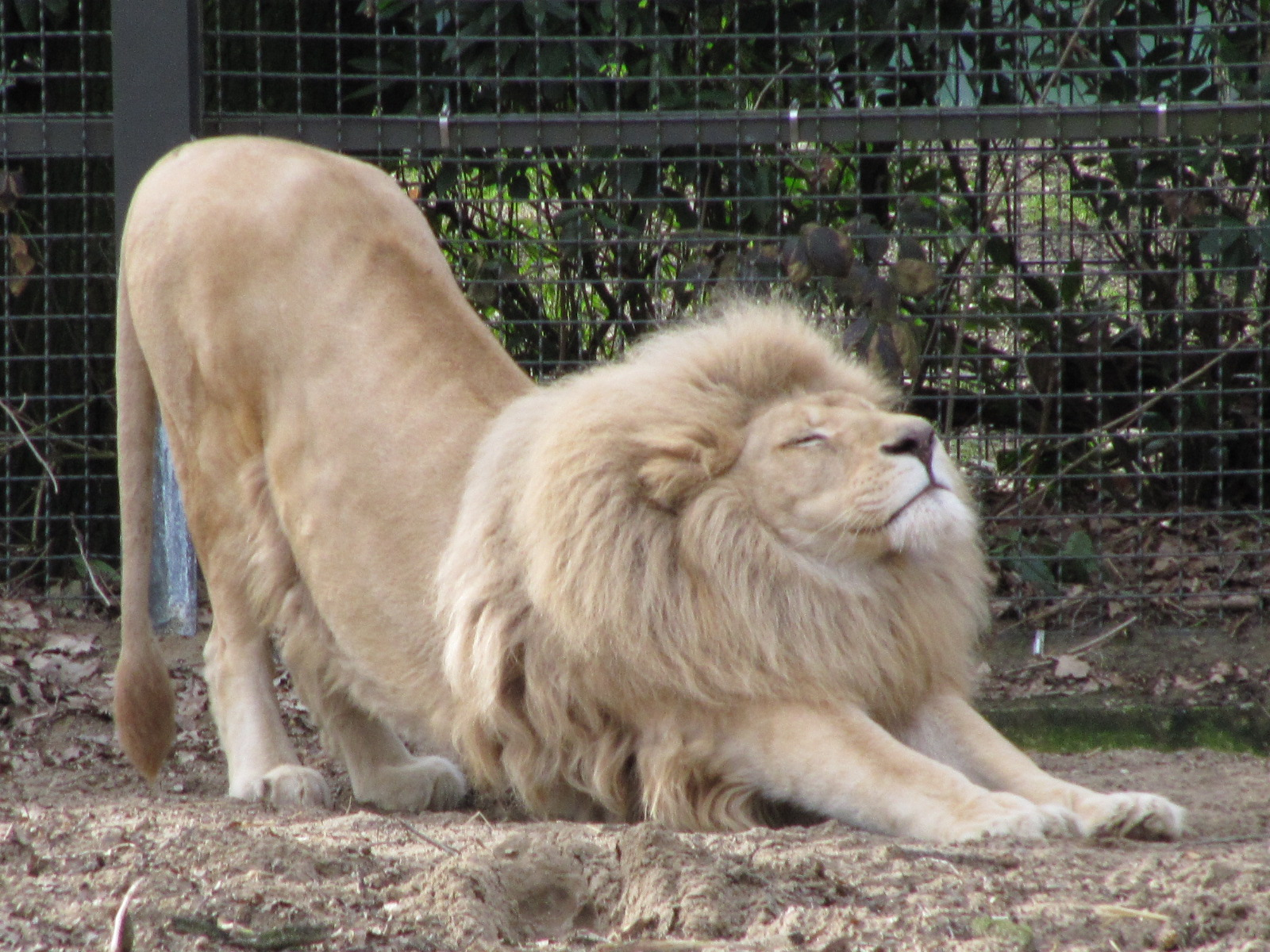
León Estirando

El tejido areolar es permeable y está ampliamente distribuido por todo el cuerpo. Este tejido actúa como aglutinante general para todos los demás tejidos. 

### Tejido muscular
El tejido muscular está hecho de material elástico. Está dispuesto en haces de fibras paralelas.

### Receptores de estiramiento
Los receptores de estiramiento tienen dos partes: células fusiformes y tendones de Golgi. Las células fusiformes, ubicadas en el centro de un músculo, envían mensajes para que el músculo se contraiga.  Por otro lado, los receptores del tendón de Golgi se encuentran cerca del extremo de la fibra muscular y envían mensajes para que el músculo se relaje. A medida que estos receptores se entrenan mediante el uso continuo, el estiramiento se vuelve más fácil. Cuando se liberan los reflejos que inhiben la flexibilidad, los splits se vuelven más fáciles de realizar. Las divisiones utilizan todo el rango de movimiento del cuerpo y proporcionan un estiramiento completo.

## Factores de dependencia e influencia

### La flexibilidad depende de
- Elasticidad muscular: Capacidad de agrandamiento de los músculos y de recuperación de la posición inicial.
- Movilidad articular: Grado de movimiento máximo de cada articulación.

### Influyen
- La genética
- La edad (a mayor edad menor flexibilidad)
- El tipo de trabajo habitual (posturas)
- La temperatura ambiente y la temperatura muscular (a más temperatura, mejor flexibilidad)
- El grado de cansancio muscular
- El grado de flexibilidad trabajado a lo largo de los años

Por lo general las mujeres suelen ser más flexibles  que los hombres por razones fisiológicas. Pero la flexibilidad varía entre individuos, particularmente en términos de diferencias en la longitud de los músculos multiarticulares.

## Tipos de estiramientos
La flexibilidad se mejora mediante el estiramiento.  El estiramiento sólo debe iniciarse cuando los músculos estén calientes y la temperatura corporal esté elevada. Para que el estiramiento sea eficaz, la fuerza aplicada al cuerpo debe mantenerse un poco más allá de la sensación de dolor y debe mantenerse durante al menos diez segundos. Aumentar el rango de movimiento crea una buena postura y desarrolla un rendimiento competente en las actividades cotidianas, aumentando la duración de la vida y la salud general del individuo.

### Estático pasivo
Es la forma de trabajar la flexibilidad más utilizada, gracias a su sencillez y mínimo riesgo.
El músculo se estira hasta su máximo sin que se produzca dolor. El estiramiento pasivo consiste en colocarse en una posición y mantenerla con ayuda de otra parte del cuerpo, de una asistente o de algún aparato  

### Estático activo

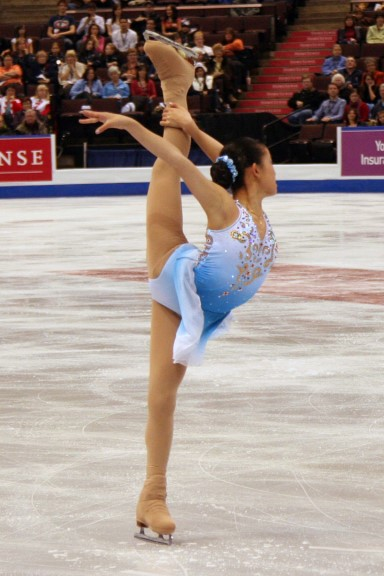
La patinadora artística Caroline Zhang en 2008 Skate Canada

Incluye mantener una posición extendida con solo la fuerza de los músculos,  La flexibilidad estática-activa requiere mucha fuerza, por lo que es la más difícil de desarrollar. También aumentan los riesgos. La forma general de trabajo es: se estira un músculo hasta su tope, una vez en esta posición el antagonista intenta recuperar la posición inicial mediante una contracción isométrica de unos segundos, mientras continúa la fuerza, ya de un compañero o del propio sujeto, para buscar un nuevo tope de elongación.

### Dinámica
La flexibilidad dinámica se clasifica como la capacidad de completar un rango completo de movimiento de una articulación. Se trata de una liberación de energía en el momento adecuado para que los músculos se contraigan.  También controla el movimiento a medida que aumenta la velocidad mientras se estiran partes del cuerpo. Esta forma de estiramiento prepara el cuerpo para el esfuerzo físico y el rendimiento deportivo. En el pasado era práctica realizar estiramientos estáticos antes del ejercicio. El estiramiento dinámico aumenta la amplitud de movimiento y el flujo de sangre y oxígeno a los tejidos blandos antes del esfuerzo. Cada vez más, los entrenadores y preparadores deportivos son conscientes del papel que desempeñan los estiramientos dinámicos a la hora de mejorar el rendimiento y reducir el riesgo de lesiones.

### FNP o método de facilitación neuromuscular propioceptiva
Es la manera más eficaz teniendo en cuenta el tiempo empleado, pero también es la más dificultosa y exigente, además necesita de un profesional o un compañero preparado. 
Se estira un músculo hasta su tope, una vez en esta posición el antagonista intenta recuperar la posición inicial mediante una contracción isométrica de unos segundos, el compañero o una pared impide el movimiento, luego el músculo que se estira se relaja, pero sin perder la elongación (posición de estiramiento), para nuevamente intentar una máxima elongación del músculo que estamos estirando. También es llamado el método basado en la contracción-estiramiento, en el que se realiza una contracción isométrica durante 6-8 segundos y más tarde se realiza un estiramiento, consiguiendo mayor amplitud en el movimiento. El ejercicio debe realizarse repitiéndolo de 8-10 segundos y de 3 a 5 veces.

### Balístico
Es la forma  por su poca eficacia y su lesión. 
Su forma básica de realización es con un movimiento ejercido por fuerzas , en el cual se lleva a su máximo de estiramiento, repitiendo el proceso un número determinado de veces. 
En resumidas cuentas por las siguientes razones: 
Al ser el estiramiento del músculo muy rápido, este no cuenta con el tiempo necesario para adaptarse a esta nueva elongación y en cambio se fuerza las partes menos flexibles de las que componen una articulación. 
La propia fisiología del músculo cuando se le impone una elongación repentina responde reflejamente con una contracción involuntaria. Esto produce un aumento de la tensión en el músculo, haciendo muy difícil la mejora del rango de movimiento y disminuyendo la pérdida de flexibilidad.
El hecho de no entrenar correctamente la flexibilidad puede:
- Producir deformaciones en las posturas.
- Aumentar las posibilidades de tener lesiones deportivas.

## Crecimiento de los músculos
Dado que los músculos que pasan por el crecimiento en tamaño pero no en longitud , cuando un músculo crece a través de su hipertrofia muscular el grupo muscular del lado opuesto (el antagonista) se tiene que alargar, y la flexibilidad absoluta es el término para describir un músculo de longitud, en sí misma, donde relativa flexibilidad es la flexibilidad de un conjunto, en comparación con sus antagonistas en movimiento.

## Límites
Cada individuo nace con un rango de movimiento particular para cada articulación de su cuerpo. En el libro Finding Balance de Gigi Berardi, de 1964, el autor menciona tres factores limitantes: demandas ocupacionales, demandas de movimiento y descuidos en la capacitación.

### Factores internos

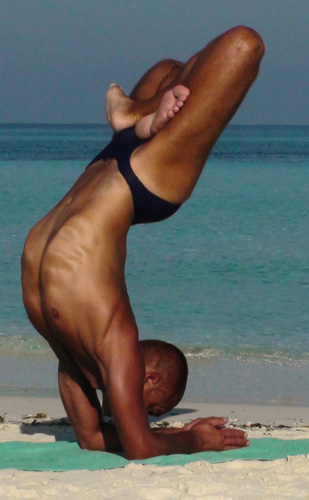
Practicante de yoga masculino en posición de loto invertido

Las demandas de movimiento incluyen fuerza, resistencia y rango de movimiento. Los descuidos del entrenamiento ocurren cuando el cuerpo se usa en exceso.  Internamente, las articulaciones, músculos, tendones y ligamentos pueden afectar la flexibilidad. Como se mencionó anteriormente, cada parte del cuerpo tiene sus propias limitaciones y combinadas, el rango de movimiento puede verse afectado. La actitud mental del intérprete durante el estado de movimiento también puede afectar su alcance.

### Factores externos
Externamente, cualquier cosa, desde el clima exterior hasta la edad del artista, puede afectar la flexibilidad. Los tejidos generales y el colágeno cambian con la edad, lo que influye en el individuo. A medida que uno envejece, realizar actividades de la vida diaria sin dolor se vuelve mucho más difícil. Al estirarse con frecuencia, uno puede mantener un nivel de aptitud musculoesquelética que le permitirá sentirse bien.
Los artistas intérpretes o ejecutantes deben tener cuidado con el estiramiento excesivo. Incluso cosas básicas como la ropa y el equipo pueden afectar el desempeño. Las superficies de baile y la falta de zapatos adecuados también pueden afectar la capacidad del artista para rendir al máximo. 

### Signos de lesión
Estirarse durante demasiado tiempo o demasiado puede provocar una lesión. Para la mayoría de las actividades, el rango normal de movimiento es más que adecuado. Cualquier movimiento brusco o ir demasiado rápido puede provocar que un músculo se contraiga. Esto provoca un dolor extremo y el artista debe dejar que el músculo se relaje descansando.

## Riesgo de lesión
Algunas personas se lesionan mientras practican yoga   y aeróbicos , por lo que hay que tener cuidado al hacerlo. Si bien la mayoría de los estiramientos no causan lesiones, se dice que los estiramientos rápidos y balísticos sí pueden causar lesiones si se realizan incorrectamente. Si un hueso, músculo o cualquier otra parte se estira más de su capacidad, puede provocar dislocación o tirones musculares.